# Pseudamphiascopsis herdmani
Pseudamphiascopsis herdmani is een eenoogkreeftjessoort uit de familie van de Miraciidae. De wetenschappelijke naam van de soort is voor het eerst geldig gepubliceerd in 1896 door Scott A..